# آندره ژیریا
آندره ژیریا (فرانسوی: André Giriat‎؛ ۲۰ اوت ۱۹۰۵ – ۱۱ ژوئیه ۱۹۶۷) قایقران روئینگ اهل فرانسه بود.
وی در مسابقات کشوری و بین‌المللی در مجموع برندهٔ ۱ مدال طلا، ۲ مدال برنز شده‌است.